# Pataliputra

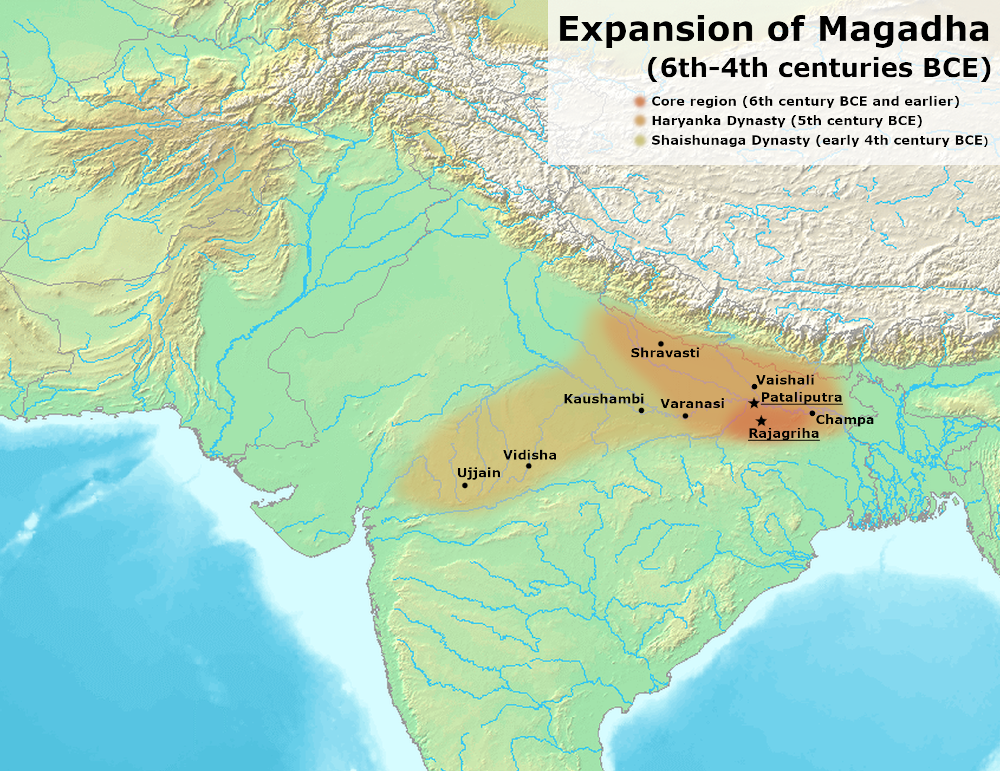
La expansión del reino de Magadha, con Pataliputra como una de sus capitales.

Pataliputra (en sánscrito) o Pataliputta (en palī), fue una antigua ciudad del noreste de la India localizada a orillas del río  Ganges. Actualmente está en ruinas y prácticamente englobada en su sucesora, Patna.
Pataliputra fue fundada en el siglo V a. C. en tiempos de Buda Gautama, quien según las crónicas residió en ella.
El griego Megástenes la menciona en su libro Indika con el nombre de Palibothra.
Pataliputra fue una de las capitales del reino de Magadha. Se considera que esta ciudad fue sede del tercer gran concilio budista, realizado en el 341 a. C.; concretamente fue la capital del Imperio Maurya en tiempos de Aśoka (siglo III a. C.) y también fue alcanzada por las fuerzas del Reino indogriego en tiempos de Menandro I.
Luego fue saqueada entre los siglos V y VIII por invasores kushán, saka y principalmente por los heftalitas. Parte de su antiguo esplendor quedó restaurado en el siglo XVI con la instauración del Gran Mogol, aunque a partir de entonces su historia se confunde con la de Patna.
- Datos: Q389755
- Multimedia: Pataliputra / Q389755